# Мавзолей Сунь Ятсена
Мавзолей Сунь Ятсена (кит. упр. 中山陵, пиньинь Zhōngshān líng, палл. Чжуншань лин) — памятник-усыпальница, посвящённый лидеру китайской демократической революции и «отцу нации» Сунь Ятсену. Располагается от подножия до вершины второго пика горы Цзыцзиньшань в Нанкине — столице провинции Цзянсу в Китайской Народной Республике. В соответствии с волей Сунь Ятсена, его тело было забальзамировано в Пекинском госпитале и временно помещено в мемориальный зал Храма Лазурных облаков на горе Сяншань. Строительство мавзолея началось в январе 1926 года и было завершено весной 1929 года под руководством архитектора Люй Яньчжи, впоследствии скоропостижно скончавшемся. 1 июня того же года там состоялось захоронение гроба с телом Сунь Ятсена, а возведение и оформление остальной части комплекса было окончено к 1931 году.
Композиция комплекса нашла основу в классической архитектуре Древнего Китая в сочетании с применением западных архитектурных проектных и строительных методов, в результате чего мавзолей стал неотъемлемой частью живописной панорамы горной гряды и окружающего ландшафта. Благодаря своим архитектурным особенностям в 1961 году мавзолей был внесён в числе первых в список ключевых достопримечательностей Китая Национальным подразделением по защите культурных памятников, а в 2007 году стал первой достопримечательностью высшего пятого класса по классификации Национальной туристической администрации.

## Строительство

### Смерть Сунь Ятсена
Сунь Ятсен скончался от рака печени 12 марта 1925 года в Пекине. За день до смерти он предложил сохранить своё тело в Нанкине в месте, подобном мавзолею Ленина, сказав, согласно Сун Цинлин и Ван Цзинвэю, что «после смерти похороните меня в предгорьях нанкинской горы Цзыцзинь, перед созданием временного правительства в Нанкине, чтобы не забыть о революции». Ранее, ещё в марте 1912 года, на охоте у Цзыцзиньшаня Сунь Ятсен сказал Ху Ханьминю, если «я умру на следующий день, то я прошу людей похоронить моё тело в этой горсти почвы».
4 апреля 1925 года в Пекине был образован Центральный исполнительный комитет для подготовки к похоронам, в который вошли 12 членов: Чжан Жэньцзе, Ван Цзинвэй, Линь Сэнь, Юй Южэнь, Сун Цзывэнь, Дай Цзитао, Ян Шукань, Шао Лицзы, Кун Сянси, Е Чуцан, Линь Хуаньтин, Чэнь Цюйбин. В их обязанности вошло определение места под мавзолей, утверждение проекта и заключение контрактов на строительство.

## Галерея

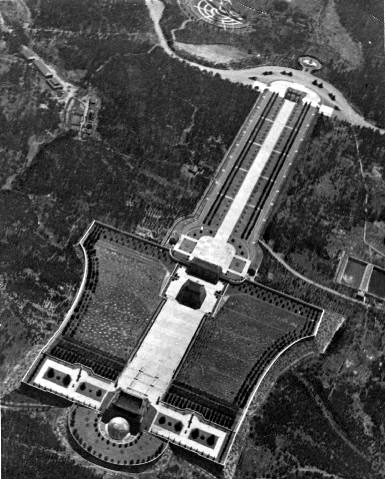
Аэрофотосъёмка комплекса, 1938 год.
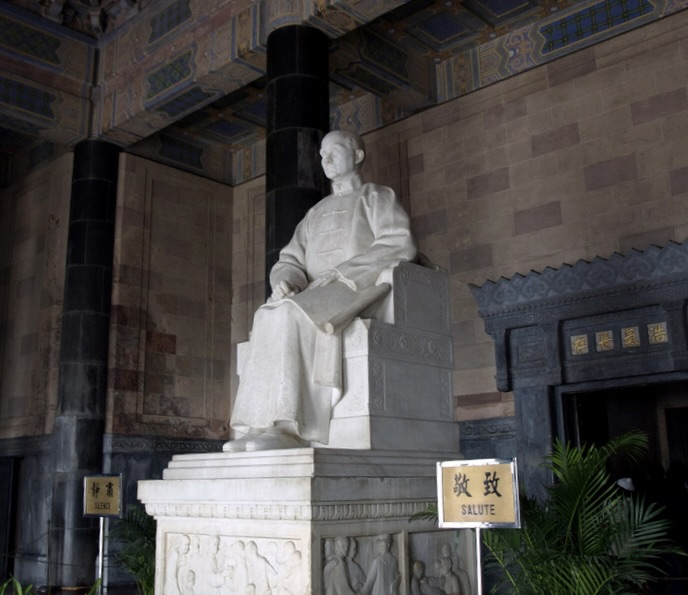
Статуя Сунь Ятсена в мемориальном зале.
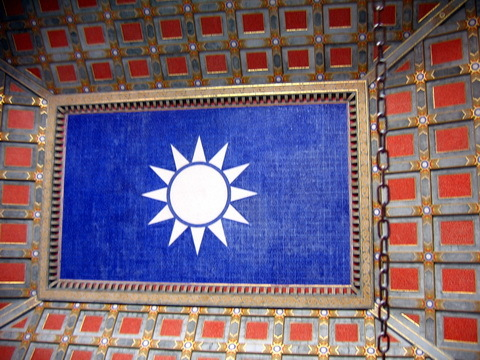
Эмблема Китайской Республики в орнаменте.